# Elachertus ramosus
Elachertus ramosus är en stekelart som beskrevs av Zhu och Huang 2001. Elachertus ramosus ingår i släktet Elachertus och familjen finglanssteklar.
Artens utbredningsområde är Taiwan. Inga underarter finns listade i Catalogue of Life.